# Рудник Зармітан
Рудник Зармітан – гірничодобувний майданчик в центральній частині Узбекистану.
Рудник створений для розробки золоторудного родовища Зармітан (Чармітан), що знаходиться на південному схилі північного хребта гір Нуратау. Він почав свою роботу в 1978-му та організаційно належить до Південного рудоуправління Навоїйського гірничо-металургійного комбінату.
Частину запасів родовища до кінця 2000-х відпрацювали кар’єром, який мав продуктивність у 0,2 млн тонн руди на рік. Втім, придатні для відкритої розробки запаси складали лише 4 – 5 % від запасів верхньої частини родовища (яке має ще й нижні рудні горизонти).
Основна діяльність з розробки ведеться підземним способом, при цьому станом на початок 2020-х інфраструктура рудника включає:
- у центральній частині родовища транспортний ухил № 1 – 3, що на 2022 рік мав довжину 4,5 км та спускав на глибину 515 метрів;
-  у центральній частині родовища вертикальний стовбур «Головний», який на початку 2020-х був поглиблений (з урахуванням зумпфа) з 400 до 940 метрів;
-  у східній частині родовища вертикальний стовбур «Шахта №10», що має глибину 281 метр (без зумпфа) та сполучений збійками з стовбуром «Головний» по робочих горизонтах;
- у центральній частині вертикальний стовбур «Шахта №3» глибиною 335 метрів (без зумпфа);
- у центральній частині вертикальний стовбур «Допоміжний» глибиною 207 метрів.
На початку 2020-х здійснюється модернізація рудника, яка окрім вже зазначеного вище поглиблення стовбуру «Головний» включає спорудження:
- у центральній частині стовбуру «Скіповий» (за іншими даними – «Скіпо-Клітьовий») глибиною 1000 метрів;
- у східній частині стовбуру №10 «Сліпий», що починатиметься на глибині біля 300 метрів та матиме глибину 610 метрів.
Проектна потужність рудника становить 850 тисяч тонн руди на рік (550 тисяч тонн по Центральній та 300 тисяч тонн по східній частинам), при цьому станом на другу половину 2010-х запаси Зармітану оцінювались у 18,6 млн тонн руди (плюс 52,5 млн тонн ресурсів). В перспективі стовбур «Скіповий» повинен забезпечити підйом до 1,4 млн тонн руди на рік з обох частин родовища.
Отримана на Зармітані руда спрямовується для вилучення золота на належний рудоуправлінню Гідрометалургійний завод № 4 (ГМЗ-4).